# The Midnight Game
The Midnight Game è un film del 2013 diretto da A. D. Calvo.
Film horror prodotto dagli Stati Uniti con protagonista Renee Olstead.

## Trama
Un gruppo di ragazzi organizza un pigiama party dove decidono di compiere un rituale per giocare al "gioco della mezzanotte" e richiamare l'uomo della mezzanotte. Quello che sembrerà un gioco innocente si trasformerà in un incubo senza fine.